# 46. Kongress der Vereinigten Staaten
Der 46. Kongress der Vereinigten Staaten, bestehend aus dem Repräsentantenhaus und dem Senat, war die Legislative der Vereinigten Staaten. Seine Legislaturperiode dauerte vom 4. März 1879 bis zum 4. März 1881. Alle Abgeordneten des Repräsentantenhauses sowie ein Drittel der Senatoren (Klasse III) waren im Jahr 1878 bei den Kongresswahlen gewählt worden. Dabei errang die Demokratische Partei die Mehrheit im Senat. Im Repräsentantenhaus konnten sich die Demokraten eine knappe Mehrheit, die zeitweise nur mit Hilfe von Abgeordneten aus den Splitterparteien möglich wurde, sichern. Die Republikanische Partei stellte mit Rutherford B. Hayes den Präsidenten. Die Vereinigten Staaten bestanden damals aus 38 Bundesstaaten. Der Kongress tagte in der amerikanischen Bundeshauptstadt Washington, D.C.Die Sitzverteilung im Repräsentantenhaus basierte auf der Volkszählung von 1870.

## Wichtige Ereignisse
Siehe auch 1879 1880 und 1881
- 4. März 1879: Beginn der Legislaturperiode des 46. Kongresses
- 1873 – 1879: Die USA leiden unter einer größeren Wirtschaftskrise.
- 2. Februar 1880: In Wabash in Indiana wird die weltweit erste elektrische Straßenbeleuchtung eingeführt.
- 2. November 1880: Präsidentschafts- und Kongresswahlen in den USA. Der Republikaner James A. Garfield wird zum neuen Präsidenten gewählt. Er tritt sein neues Amt am 4. März 1881 an. Bei den Kongresswahlen ergeben sich in den Kammern unterschiedliche Mehrheiten. Die Demokratische Partei hat die Mehrheit im Senat und die Republikanische Partei gewinnt die Mehrheit im Repräsentantenhaus.
- 25. Januar 1881: Thomas Alva Edison und Alexander Graham Bell gründen die Oriental Telephone Company.
- 5. Februar 1881: Gründung der Stadt Phoenix im späteren Bundesstaat Arizona.

## Die wichtigsten Gesetze
In den Sitzungsperioden des 46. Kongresses wurde unter anderem das folgende Bundesgesetze verabschiedet (siehe auch: Gesetzgebungsverfahren):
- 26. Februar 1879: Das To Promote a Knowledge of Steam Engineering and Iron Shipbuilding Act, Das Gesetz soll das Wissen über Dampfmaschinen im Allgemeinen und den Bau von Schiffen zum Lehrfach an amerikanischen Hochschulen machen.

## Zusammensetzung nach Parteien

### Senat
- Demokratische Partei: 42
- Republikanische Partei: 33
- Sonstige: 1
- Vakant: 0

Gesamt: 76 Stand am Ende der Legislaturperiode

### Repräsentantenhaus
- Demokratische Partei: 141
- Republikanische Partei: 132
- Sonstige: 20
- Vakant: 0

Gesamt: 293 Stand am Ende der Legislaturperiode
Außerdem gab es noch acht nicht stimmberechtigte Kongressdelegierte.

## Amtsträger

### Senat
- Präsident des Senats: William A. Wheeler (R)
- Präsident pro tempore: Allen G. Thurman (D)

### Repräsentantenhaus
- Sprecher des Repräsentantenhauses: Samuel J. Randall (D)

## Senatsmitglieder
Im 46. Kongress vertraten folgende Senatoren ihre jeweiligen Bundesstaaten:
| Alabama - 2. John Tyler Morgan (D) - 3. George S. Houston (D) bis zum 31. Dezember 1879 - Luke Pryor (D) Vom 7. Januar bis zum 23. November 1880 - James L. Pugh (D) ab dem 24. November 1880 Arkansas - 2. Augustus Hill Garland (D) - 3. James D. Walker (D) Kalifornien - 1. Newton Booth (IR= Unabhängiger Republikaner) - 3. James T. Farley (D) Colorado - 2. Henry Moore Teller (R) - 3. Nathaniel P. Hill (R) Connecticut - 1. William W. Eaton (D) - 3. Orville H. Platt (R) Delaware - 1. Thomas F. Bayard (D) - 2. Eli M. Saulsbury (D) Florida - 1. Charles W. Jones (D) - 3. Wilkinson Call (D) Georgia - 2. Benjamin Harvey Hill (D) - 3. John Brown Gordon (D) bis zum 26. Mai 1880 - Joseph E. Brown (D) ab dem 26. Mai 1880 Illinois - 2. David Davis (Unabhängiger) - 3. John A. Logan (R) Indiana - 1. Joseph E. McDonald (D) - 3. Daniel W. Voorhees (D) Iowa - 2. Samuel Jordan Kirkwood (R) - 3. William B. Allison (R) Kansas - 2. Preston B. Plumb (R) - 3. John James Ingalls (R) Kentucky - 2. James B. Beck (D) - 3. John Stuart Williams (D) Louisiana - 2. William P. Kellogg (R) - 3. Benjamin F. Jonas (D) Maine - 1. Hannibal Hamlin (R) - 2. James G. Blaine (R) Maryland - 1. William Pinkney Whyte (D) - 3. James Black Groome (D) Massachusetts - 1. Henry L. Dawes (R) - 2. George Frisbie Hoar (R) Michigan - 1. Zachariah Chandler (R) bis zum 1. November 1879 - Henry P. Baldwin (R) ab dem 17. November 1879 - 2. Thomas W. Ferry (R) Minnesota - 1. Samuel McMillan (R) - 2. William Windom (R) Mississippi - 1. Blanche Bruce (R) - 2. Lucius Lamar (D) | Missouri - 1. Francis Cockrell (D) - 3. George Graham Vest (D) Nebraska - 1. Algernon Sidney Paddock (R) - 2. Alvin Saunders (R) Nevada - 1. William Sharon (R) - 3. John P. Jones (R) New Hampshire - 2. Edward H. Rollins (R) - 3. Charles Henry Bell (R) Vom 13. März bis zum 18. Juni 1879 - Henry W. Blair (R) ab dem 18. Juni 1879 New Jersey - 1. Theodore Fitz Randolph (D) - 2. John R. McPherson (D) New York - 1. Francis Kernan (D) - 3. Roscoe Conkling (R) North Carolina - 2. Matt Whitaker Ransom (D) - 3. Zebulon Baird Vance (D) Ohio - 1. Allen G. Thurman (D) - 3. George H. Pendleton (D) Oregon - 2. La Fayette Grover (D) - 3. James H. Slater (D) Pennsylvania - 1. William A. Wallace (D) - 3. James Donald Cameron (R) Rhode Island - 1. Ambrose Burnside (R) - 2. Henry B. Anthony (R) South Carolina - 2. Matthew Butler (D) - 3. Wade Hampton III. (D) Tennessee - 1. James E. Bailey (D) - 2. Isham G. Harris (D) Texas - 1. Samuel B. Maxey (D) - 2. Richard Coke (D) Vermont - 1. George F. Edmunds (R) - 3. Justin Smith Morrill (R) Virginia - 1. Robert E. Withers (D) - 2. John W. Johnston (D) West Virginia - 1. Frank Hereford (D) - 2. Henry G. Davis (D) Wisconsin - 1. Angus Cameron (R) - 3. Matthew H. Carpenter (R) bis zum 24. Februar 1881 |

## Mitglieder des Repräsentantenhauses
Folgende Kongressabgeordnete vertraten im 46. Kongress die Interessen ihrer jeweiligen Bundesstaaten:
| Alabama 8 Wahlbezirke - 1. Thomas H. Herndon (D) - 2. Hilary A. Herbert (D) - 3. William J. Samford (D) - 4. Charles M. Shelley (D) - 5. Thomas Williams (D) - 6. Burwell Boykin Lewis (D) bis zum 1. Oktober 1880 - Newton Nash Clements (D) ab dem 8. Dezember 1880 - 7. William Henry Forney (D) - 8. William M. Lowe (United States Greenback Party) Arkansas 4 Wahlbezirke - 1. Poindexter Dunn (D) - 2. William Ferguson Slemons (D) - 3. Jordan E. Cravens (D) - 4. Thomas M. Gunter (D) Kalifornien 4 Wahlbezirke - 1. Horace Davis (R) - 2. Horace F. Page (R) - 3. Campbell Polson Berry (D) - 4. Romualdo Pacheco (R) Colorado Staatsweite Wahl - James B. Belford (R) Connecticut 4 Wahlbezirke - 1. Joseph Roswell Hawley (R) - 2. James Phelps (D) - 3. John T. Wait (R) - 4. Frederick Miles (R) Delaware Staatsweite Wahl - Edward L. Martin (D) Florida Zwei Wahlbezirke - 1. Robert H. M. Davidson (D) - 2. Noble A. Hull (D) bis zum 22. Januar 1881 - Horatio Bisbee (R) ab dem 22. Januar 1881 Georgia 9 Wahlbezirke - 1. John C. Nicholls (D) - 2. William Ephraim Smith (D) - 3. Philip Cook (D) - 4. Henry Persons (unabhängiger Demokrat) - 5. Nathaniel Job Hammond (D) - 6. James Henderson Blount (D) - 7. William Harrell Felton (D) - 8. Alexander Hamilton Stephens (D) - 9. Emory Speer (Unabhängiger Demokrat) Illinois 19 Wahlbezirke - 1. William Aldrich (R) - 2. George R. Davis (R) - 3. Hiram Barber (R) - 4. John C. Sherwin (R) - 5. Robert M. A. Hawk (R) - 6. Thomas J. Henderson (R) - 7. Philip C. Hayes (R) - 8. Greenbury L. Fort (R) - 9. Thomas A. Boyd (R) - 10. Benjamin F. Marsh (R) - 11. James W. Singleton (D) - 12. William McKendree Springer (D) - 13. Adlai Ewing Stevenson (D) - 14. Joseph Gurney Cannon (R) - 15. Albert P. Forsythe (Greenback Party) - 16. William A. J. Sparks (D) - 17. William Ralls Morrison (D) - 18. John R. Thomas (R) - 19. Richard W. Townshend (D) Indiana 13 Wahlbezirke - 1. William Heilman (R) - 2. Thomas R. Cobb (D) - 3. George A. Bicknell (D) - 4. Jeptha D. New (D) - 5. Thomas M. Browne (R) - 6. William R. Myers (D) - 7. Gilbert De La Matyr (Greenback Party) - 8. Abraham J. Hostetler (D) - 9. Godlove Stein Orth (R) - 10. William H. Calkins (R) - 11. Calvin Cowgill (R) - 12. Walpole G. Colerick (D) - 13. John Harris Baker (R) Iowa 9 Wahlbezirke - 1. Moses A. McCoid (R) - 2. Hiram Price (R) - 3. Thomas Updegraff (R) - 4. Nathaniel Cobb Deering (R) - 5. Rush Clark (R) bis zum 29. April 1879 - William George Thompson (R) ab dem 1. Dezember 1879 - 6. James B. Weaver (Greenback Party) - 7. Edward H. Gillette (Greenback Party) - 8. William Fletcher Sapp (R) - 9. Cyrus C. Carpenter (R) Kansas 3 Wahlbezirke - 1. John Alexander Anderson (R) - 2. Dudley C. Haskell (R) - 3. Thomas Ryan (R) Kentucky 10 Wahlbezirke - 1. Oscar Turner (Unabhängiger) - 2. James A. McKenzie (D) - 3. John W. Caldwell (D) - 4. J. Proctor Knott (D) - 5. Albert S. Willis (D) - 6. John Griffin Carlisle (D) - 7. Joseph Blackburn (D) - 8. Philip B. Thompson (D) - 9. Thomas Turner (D) - 10. Elijah Phister (D) Louisiana 6 Wahlbezirke - 1. Randall L. Gibson (D) - 2. E. John Ellis (D) - 3. Joseph H. Acklen (D) - 4. Joseph Barton Elam (D) - 5. J. Floyd King (D) - 6. Edward White Robertson (D) Maine 5 Wahlbezirke - 1. Thomas Brackett Reed (R) - 2. William P. Frye (R) - 3. Stephen Lindsey (R) - 4. George W. Ladd (Greenback Party) - 5. Thompson H. Murch (Greenback Party) Maryland 6 Wahlbezirke. - 1. Daniel Maynadier Henry (D) - 2. Joshua Talbott (D) - 3. William Kimmel (D) - 4. Robert Milligan McLane (D) - 5. Eli Jones Henkle (D) - 6. Milton Urner (R) Massachusetts 11 Wahlbezirke - 1. William W. Crapo (R) - 2. Benjamin W. Harris (R) - 3. Walbridge A. Field (R) - 4. Leopold Morse (D) - 5. Selwyn Z. Bowman (R) - 6. George B. Loring (R) - 7. William A. Russell (R) - 8. William Claflin (R) - 9. William W. Rice (R) - 10. Amasa Norcross (R) - 11. George D. Robinson (R) Michigan 9 Wahlbezirke - 1. John Stoughton Newberry (R) - 2. Edwin Willits (R) - 3. Jonas H. McGowan (R) - 4. Julius C. Burrows (R) - 5. John W. Stone (R) - 6. Mark S. Brewer (R) - 7. Omar D. Conger (R) bis zum 3. März 1881 - 8. Roswell G. Horr (R) - 9. Jay Abel Hubbell (R) Minnesota 3. Wahlbezirke - 1. Mark H. Dunnell (R) - 2. Henry Poehler (D) - 3. William D. Washburn (R) Mississippi 6 Wahlbezirke - 1. Henry L. Muldrow (D) - 2. Van H. Manning (D) - 3. Hernando Money (D) - 4. Otho R. Singleton (D) - 5. Charles E. Hooker (D) - 6. James Ronald Chalmers (D) Missouri 13 Wahlbezirke - 1. Martin L. Clardy (D) - 2. Erastus Wells (D) - 3. Richard Graham Frost (D) - 4. Lowndes Henry Davis (D) - 5. Richard P. Bland (D) - 6. James Richard Waddill (D) - 7. Alfred Morrison Lay (D) bis zum 8. Dezember 1879 - John Finis Philips (D) ab dem 10. Januar 1880 - 8. Samuel Locke Sawyer (Unabhängiger Demokrat) - 9. Nicholas Ford (Greenback Party) - 10. Gideon Frank Rothwell (D) - 11. John Bullock Clark (D) - 12. William H. Hatch (D) - 13. Aylett Hawes Buckner (D) | Nebraska Staatsweite Wahl - Edward K. Valentine (R) Nevada Staatsweite Wahl - Rollin M. Daggett (R) New Hampshire 3 Wahlbezirke - 1. Joshua G. Hall (R) - 2. James F. Briggs (R) - 3. Evarts Worcester Farr (R) bis zum 30. November 1880 - Ossian Ray (R) ab dem 8. Januar 1881 New Jersey 7 Wahlbezirke - 1. George M. Robeson (R) - 2. Hezekiah Bradley Smith (D) - 3. Miles Ross (D) - 4. Alvah A. Clark (D) - 5. Charles H. Voorhis (R) - 6. John L. Blake (R) - 7. Lewis A. Brigham (R) New York 33 Wahlbezirke - 1. James W. Covert (D) - 2. Daniel O’Reilly (Unabhängiger Demokrat) - 3. Simeon B. Chittenden (R) - 4. Archibald Meserole Bliss (D) - 5. Nicholas Muller (D) - 6. Samuel S. Cox (D) - 7. Edwin Einstein (R) - 8. Anson G. McCook (R) - 9. Fernando Wood (D) bis zum 14. Februar 1881 - 10. James O’Brien (unabhängiger Demokrat) - 11. Levi P. Morton (R) - 12. Waldo Hutchins (D) ab dem 4. November 1879 - 13. John H. Ketcham (R) - 14. John W. Ferdon (R) - 15. William Lounsbery (D) - 16. John Mosher Bailey (R) - 17. Walter A. Wood (R) - 18. John Hammond (R) - 19. Amaziah B. James (R) - 20. John H. Starin (R) - 21. David Wilber (R) - 22. Warner Miller (R) - 23. Cyrus D. Prescott (R) - 24. Joseph Mason (R) - 25. Frank Hiscock (R) - 26. John H. Camp (R) - 27. Elbridge G. Lapham (R) - 28. Jeremiah W. Dwight (R) - 29. David P. Richardson (R) - 30. John Van Voorhis (R) - 31. Richard Crowley (R) - 32. Ray V. Pierce (D) bis zum 18. September 1880 - Jonathan Scoville (D) ab dem 12. November 1880 - 33. Henry Van Aernam (R) North Carolina 8 Wahlbezirke - 1. Joseph John Martin (R) bis zum 29. Januar 1881 - Jesse Johnson Yeates (D) ab dem 29. Januar 1881 - 2. William H. Kitchin (D) - 3. Daniel Lindsay Russell (Greenback Party) - 4. Joseph J. Davis (D) - 5. Alfred Moore Scales (D) - 6. Walter Leak Steele (D) - 7. Robert Franklin Armfield (D) - 8. Robert B. Vance (D) Ohio 20 Wahlbezirke - 1. Benjamin Butterworth (R) - 2. Thomas L. Young (R) - 3. John A. McMahon (D) - 4. J. Warren Keifer (D) - 5. Benjamin Le Fevre (D) - 6. William D. Hill (D) - 7. Frank H. Hurd (D) - 8. Ebenezer B. Finley (D) - 9. George L. Converse (D) - 10. Thomas Ewing, Jr. (D) - 11. Henry L. Dickey (D) - 12. Henry S. Neal (R) - 13. Adoniram J. Warner (D) - 14. Gibson Atherton (D) - 15. George W. Geddes (D) - 16. William McKinley (R) - 17. James Monroe (R) - 18. Jonathan T. Updegraff (R) - 19. James A. Garfield (R) bis zum 8. November 1880 - Ezra B. Taylor (R) ab dem 13. Dezember 1880 - 20. Amos Townsend (R) Oregon Staatsweite Wahl - John Whiteaker (D) Pennsylvania 27 Wahlbezirke. - 1. Henry H. Bingham (R) - 2. Charles O’Neill (R) - 3. Samuel J. Randall (D) - 4. William D. Kelley (R) - 5. Alfred C. Harmer (R) - 6. William Ward (R) - 7. William Godshalk (R) - 8. Hiester Clymer (D) - 9. Abraham Herr Smith (R) - 10. Reuben Knecht Bachman (D) - 11. Robert Klotz (D) - 12. Hendrick Bradley Wright (Greenback Party) - 13. John Walker Ryon (D) - 14. John Weinland Killinger (R) - 15. Edward Overton (R) - 16. John I. Mitchell (R) - 17. Alexander Hamilton Coffroth (D) - 18. Horatio Gates Fisher (R) - 19. Frank Eckels Beltzhoover (D) - 20. Seth Hartman Yocum (Greenback Party) - 21. Morgan Ringland Wise (D) - 22. Russell Errett (R) - 23. Thomas McKee Bayne (R) - 24. William Shadrack Shallenberger (R) - 25. Harry White (R) - 26. Samuel Bernard Dick (R) - 27. James H. Osmer (R) Rhode Island 2 Wahlbezirke - 1. Nelson W. Aldrich (R) - 2. Latimer Whipple Ballou (R) South Carolina 5 Wahlbezirke. - 1. John S. Richardson (D) - 2. Michael P. O’Connor (D) - 3. D. Wyatt Aiken (D) - 4. John H. Evins (D) - 5. George D. Tillman (D) Tennessee 10 Wahlbezirke - 1. Robert Love Taylor (D) - 2. Leonidas C. Houk (R) - 3. George Gibbs Dibrell (D) - 4. Benton McMillin (D) - 5. John Morgan Bright (D) - 6. John Ford House (D) - 7. Washington C. Whitthorne (D) - 8. John Atkins (D) - 9. Charles Bryson Simonton (D) - 10. H. Casey Young (D) Texas 6 Wahlbezirke. - 1. John Henninger Reagan (D) - 2. David B. Culberson (D) - 3. Olin Wellborn (D) - 4. Roger Q. Mills (D) - 5. George W. Jones (Greenback Party) - 6. Christopher C. Upson (D) ab dem 15. April 1879 Vermont 3 Wahlbezirke - 1. Charles Herbert Joyce (R) - 2. James Manning Tyler (R) - 3. Bradley Barlow (Greenback Party) Virginia 9 Wahlbezirke - 1. Richard Beale (D) - 2. John Goode (D) - 3. Joseph E. Johnston (D) - 4. Joseph Jorgensen (R) - 5. George Cabell (D) - 6. John Tucker (D) - 7. John T. Harris (D) - 8. Eppa Hunton (D) - 9. James Buchanan Richmond (D) West Virginia 3 Wahlbezirke - 1. Benjamin Wilson (D) - 2. Benjamin F. Martin (D) - 3. John E. Kenna (D) Wisconsin 8 Wahlbezirke - 1. Charles G. Williams (R) - 2. Lucien B. Caswell (R) - 3. George Cochrane Hazelton (R) - 4. Peter V. Deuster (D) - 5. Edward S. Bragg (D) - 6. Gabriel Bouck (D) - 7. Herman L. Humphrey (R) - 8. Thaddeus C. Pound (R) |

Nicht stimmberechtigte Mitglieder im Repräsentantenhaus:
- Arizona-Territorium: John G. Campbell (D)
- Dakota-Territorium: Granville G. Bennett (R)
- Idaho-Territorium: George Ainslie (D)
- Montana-Territorium: Martin Maginnis (D)
- New-Mexico-Territorium: Mariano S. Otero (R)
- Utah-Territorium: George Q. Cannon (R)
- Washington-Territorium: Thomas Hurley Brents (R)
- Wyoming-Territorium: Stephen Wheeler Downey (R)